# Trg herojev, Budimpešta
Trg herojev (madžarsko Hősök tere) je eden večjih trgov v Budimpešti na Madžarskem, znan po znamenitem spomeniku tisočletnice s kipi sedmih madžarskih poglavarjev in drugih pomembnih madžarskih narodnih voditeljev, pa tudi Spominski kamen herojev, ki ga pogosto napačno imenujejo Grob neznanega vojaka. Trg leži na koncu avenije Andrássy út ob Mestnem parku (Városliget). Gosti Muzej lepih umetnosti in Palačo umetnosti (Műcsarnok). Trg je imel pomembno vlogo v sodobni madžarski zgodovini in je bil gostitelj številnih političnih dogodkov, kot je ponovni pokop Imreja Nagyja leta 1989. Večino skulptur je izdelal kipar György Zala iz Lendve, eno pa György Vastagh.
V Budimpešti so še trije trgi z imenom Hősök tere, »Trg herojev«, v okrožjih oziroma soseskah Soroksár, Békásmegyer in Rákosliget.

## Zgodovina in pogledi
Trg herojev je obdan z dvema pomembnima stavbama, Muzej lepih umetnosti na levi in Palača umetnosti (ali natančneje Kunsthalle Budapest) na desni. Na drugi strani gleda na avenijo Andrássy út, ki ima dve stavbi, ki gledata na trg – ena je stanovanjska, druga pa veleposlaništvo Srbije (nekdanje veleposlaništvo Jugoslavije, kjer je Imre Nagy leta 1956 dobil zatočišče).
Osrednja znamenitost Trga herojev in znamenitost Budimpešte je Milenijski spomenik (madžarsko Millenáriumi Emlékmű) ali Spomenik tisočletja. Gradnja se je začela leta 1896 v počastitev tisočletnice madžarske osvojitve Karpatskega bazena in ustanovitve madžarske države leta 896 in je bila del veliko večjega gradbenega projekta, ki je vključeval tudi razširitev in prenovo avenije Andrássy ter gradnjo prve linija metroja v Budimpešti (Földalatti). Gradnja je bila večinoma končana leta 1900, ko je trg tudi dobil ime. Štiri alegorične skulpture so bile dodane leta 1906, spomenik kot celota je v bistvu izgledal tako, kot je danes (razen kipov kraljev), skupaj z okoliškimi muzeji na obeh straneh, in je bil slovesno odprt še istega leta 1906.
Ko je bil spomenik prvotno zgrajen, je bila Madžarska del Avstro-Ogrske, zato je bilo zadnjih pet prostorov za kipe na levi strani stebrišča rezerviranih za člane vladajoče habsburške dinastije. Od leve proti desni so bili Ferdinand I. (relief: obramba gradu pri Egerju); Leopold I. (relief: Evgen Savojski premaga Turke pri Zenti), Karel III., Marija Terezija (relief: Madžarski zbor je podprl Marijo Terezijo z zaobljubo vitam et sanguinem v Pressburgu 11. septembra 1741) in Franc Jožef I. (relief: Kronanje Franca Jožefa, Gyula Andrássy). Spomenik je bil poškodovan v drugi svetovni vojni in ko so ga obnovili, so Habsburžane zamenjali s sedanjimi figurami.
16. junija 1989 se je 250.000-glava množica zbrala na trgu za zgodovinski ponovni pokop Imreja Nagyja, ki je bil usmrčen junija 1958.
Na sprednji strani spomenika je Spominski kamen junakov (Hősök emlékköve), velik kamnit kenotaf, obdan z okrasno železno verigo. Kenotaf je posvečen »Spominu junakov, ki so dali svoja življenja za svobodo našega naroda in našo državno samostojnost«. Medtem ko nekateri vodniki to omenjajo kot grobnico, to ni grobišče in se napačno imenuje 'grobnica neznanega vojaka'. Madžarska za razliko od večine evropskih držav nima groba neznanega vojaka, niti spomenika neznanim padlim v vojnah. Tu ni pokopanih človeških ostankov, pod nagrobniku podobnem spomeniku je le arteški vodnjak. Spominski kamen herojev je bil prvotno postavljen leta 1929 kot poklon tistim, ki so umrli pri obrambi 1000 let starih meja Madžarske. Odstranili so ga leta 1951, saj je bilo njegovo sporočilo politično nesprejemljivo za komunistični režim. Sedanji je bil na istem mestu zgrajen leta 1956. Spomenik je ograjen z ograjo in je prepovedan za obiskovalce. Ministrstvo za obrambo odpira vrata le za tuje visoke goste in uradne državne slovesnosti.
Za kenotafom, vendar znotraj okrasne verige, je ploščata bronasta plošča, ki označuje mesto arteškega vodnjaka, katerega vrtanje je leta 1878 dokončal Vilmos Zsigmondy. Ta vodnjak zagotavlja vodo za termalno kopališče Széchenyi za spomenikom in kopališče Dagály na ulici Népfürdő utca. Vrtina je dosegla globino 971 metrov in proizvede 831 litrov tople vode na minuto pri 74 stopinjah Celzija.
Spomenik na Trgu herojev ima 90 % dvojnika v Shanghai Global Paradise v Šanghaju. Od odprtja leta 1996 je bil večinoma degradiran in večina kipov odstranjena.

## Spomenik tisočletja
Zadnja stran spomenika je sestavljena iz dveh ujemajočih se stebrišč, vsako s sedmimi kipi, ki predstavljajo velike osebnosti madžarske zgodovine.
To je seznam državnikov, upodobljenih v polkrožnih arkadah, s temo reliefa pod vsako figuro pod imenom.

### Kipi stebra
- Steber
- Na vrhu stebra je upodobljen nadangel Gabriel, ki v rokah drži madžarsko sveto krono in apostolski dvojni križ
- Pogled z leve strani nekaterih kipov sedmih madžarskih poglavarjev

Neposredno za kenotafom je steber, na vrhu katerega je kip nadangela Gabriela. V desni roki angel drži sveto krono sv. Štefana (Istvana), prvega madžarskega kralja. V levi roki drži angel patriarhov kríž z dvema prečkama, simbol, ki ga je papež podelil svetemu Štefanu kot priznanje za njegova prizadevanja za spreobrnitev Ogrske v krščanstvo. V madžarščini se imenuje dvojni križ ali lorenski križ.
Ob vznožju stebra je skupina sedmih jezdečih figur, ki predstavljajo madžarske poglavarje, ki so vodili Madžare v Karpatsko kotlino. Spredaj je Árpád, ki velja za utemeljitelja madžarskega naroda. Za njim so poglavarji Előd, Ond, Kond, Tas, Huba in Töhötöm (Tétény). V zgodovinskih zapisih je o teh posameznikih ohranjeno le malo, njihovi kostumi in konji pa veljajo za bolj domišljijske kot zgodovinsko točne.

### Kipi levega stebrišča
Na vrhu zunanjega (levega) roba levega stebrišča je kip moškega s koso in ženske, ki seje seme, ki predstavljata delo in bogastvo. Na notranjem (desnem) koncu levega stebrišča je moška figura, ki vozi voz s kačo kot bičem in predstavlja vojno. Za začetnih pet kipov habsburških cesarjev in ustrezne reliefe glej zgoraj v zgodovinskem odstavku.
- Delo in bogastvo (na levem stebrišču)
- Kočijaš s kačo, ki simbolizira vojno
- Štefan I. Ogrski; kralj prejme krono od papeževega odposlanca
- [Ladislav I. Ogrski; kralj ubije kumanskega ugrabitelja
- Koloman Ogrski; kralj prepove sežiganje čarovnic
- Andrej II. Ogrski; kralj vodi križarsko vojno v Sveto deželo
- Béla IV. Ogrski; kralj obnovi državo po mongolska invazija
- Karel I. Ogrski; kralj Ladislav IV. premaga Otokarja v bitki pri Marchfeldu
- Ludvik I. Ogrski; kralj Ludvik Veliki zavzame Neapelj

### Kipi desne kolonade
Na notranjem (desnem) koncu desnega stebrišča je ženska figura v vozu, ki drži palmino listje, ki predstavlja mir. Na zunanjem (levem) koncu desne kolonade je dvojni kip moškega, ki drži majhen zlati kipec in ženske s palmovim listom, ki predstavlja Znanje in Slavo.
- Ženski kip miru
- Znanje in slava
- János Hunyadi; Obleganje Beograda (1456)
- Matija Korvin; kralj s svojimi učenjaki
- Štefan Bočkaj; Hajdú] vojaki premagajo habsburške cesarske sile
- Gabriel Bethlen (kip Györgyja Vastagha); knez sklene pogodbo z Češko
- Imre Thököly; bitka pri Szikszó
- Franc II. Rákóczi; princ se vrne iz Poljske
- Lajos Kossuth; Kossuth zbere kmete velike nižine